# Speed Zone
Speed Zone, também conhecido como Cannonball Fever e Cannonball Run III é um filme de comédia produzido no Canadá e lançado em 1989, ambientado em torno de uma corrida de cross-country ilegal inspirado na corrida automobilística Cannonball Baker Sea-To-Shining-Sea Memorial Trophy Dash, mais conhecida como Cannonball Baker ou Cannonball Run.
O filme é estrelado por muitos antigos membros da Second City Television, programa humorístico do Canadá, incluindo John Candy, Eugene Levy e Joe Flaherty. O elenco também inclui Donna Dixon, Matt Frewer, Tim Matheson, Mimi Kuzyk, Melody Anderson, Shari Belafonte,  Dick e Tom Smothers, Peter Boyle, Don Lake, Alyssa Milano, John Schneider, Brooke Shields, Michael Spinks, Lee Van Cleef, Harvey Atkin, Brian George, Art Hindle, Louis Del Grande, Carl Lewis e Richard Petty. Jamie Farr aparece como "Sheik Abdul ben Falafel", que diz em uma entrevista que ele está se aposentando das corridas. Farr e seu personagem são o único ator e personagem a aparecer em todos os três filmes The Cannonball Run, Cannonball Run II e Speed Zone.
John Schneider faz uma aparição como o piloto do Lamborghini Countach no início do filme enquanto é perseguido por uma variedade de carros de polícia, e é visto usando um terno de corrida laranja com uma bandeira confederada sobre ele, uma referência para o seriado The Dukes of Hazzard que Schneider foi protagonista.
Lee Van Cleef, em uma de suas últimas aparições, está na mesma cena interpretando um velho ensinando seu neto a pular pedras em um lago enquanto o Lamborghini passa.
A premissa é que todos os pilotos são presos antes do início da corrida, e os patrocinadores precisam alinhar rapidamente novos pilotos.

## Elenco
- Melody Anderson como Lee Roberts
- Peter Boyle como chefe de polícia Spiro T. Edsel
- Donna Dixon como Tiffany
- John Candy como Charlie Cronan
- Eugene Levy como Leo Ross
- Tim Matheson como Jack O'Neill
- Dick Smothers como Nelson van Sloan
- Tom Smothers como Randolph van Sloan
- Shari Belafonte como Margaret
- Joe Flaherty como Vic DeRubis
- Matt Frewer como Alec Stewart
- Mimi Kuzyk como Heather Scott
- Jamie Farr como Sheik
- Don Lake como Whitman
- Alyssa Milano como Lurleen
- John Schneider como Donato
- Brooke Shields como Stewardess / ela mesma
- Michael Spinks como Bachelor / ele mesmo
- Lee Van Cleef como avô
- Harvey Atkin como Gus Gold
- Brian George como Valentino Rosatti
- Art Hindle como Flash
- Louis Del Grande como Mr. Benson
- Carl Lewis como Jogger / ele mesmo
- Richard Petty como ele mesmo (sem créditos)

## Recepção
O filme recebeu críticas negativas dos críticos e foi indicado para três prêmios Framboesa de Ouro, incluindo Pior Filme e Pior Diretor, com Brooke Shields ganhando para Pior Atriz Coadjuvante. A breve participação de Shields faz com que ela se interprete, dizendo que espera não acabar em "filmes ruins". O crítico de cinema Roger Ebert deu ao filme zero estrelas em sua resenha para o Chicago Sun-Times, afirmando:
{{cquote|Leia meus lábios. Carros não são engraçados. Carros em alta velocidade não são engraçados. Não é engraçado quando um carro gira e acelera na outra direção. Não é engraçado quando um carro voa pelo ar. Não é engraçado quando um caminhão bate em um carro. Não é engraçado quando os policiais perseguem carros em alta velocidade. Não é engraçado quando carros batem em bloqueios de estrada. Nenhuma dessas coisas é engraçada. Eles nunca foram engraçados..